# Stilfs
Stilfs (italienisch Stelvio, rätoromanisch Stielvaⓘ) ist eine italienische Gemeinde in Südtirol mit 1146 Einwohnern (Stand 31. Dezember 2023) und gehört zur Bezirksgemeinschaft Vinschgau. Zur Gemeinde gehören die Fraktionen Gomagoi, Stilfs, Sulden und Trafoi.

## Geographie

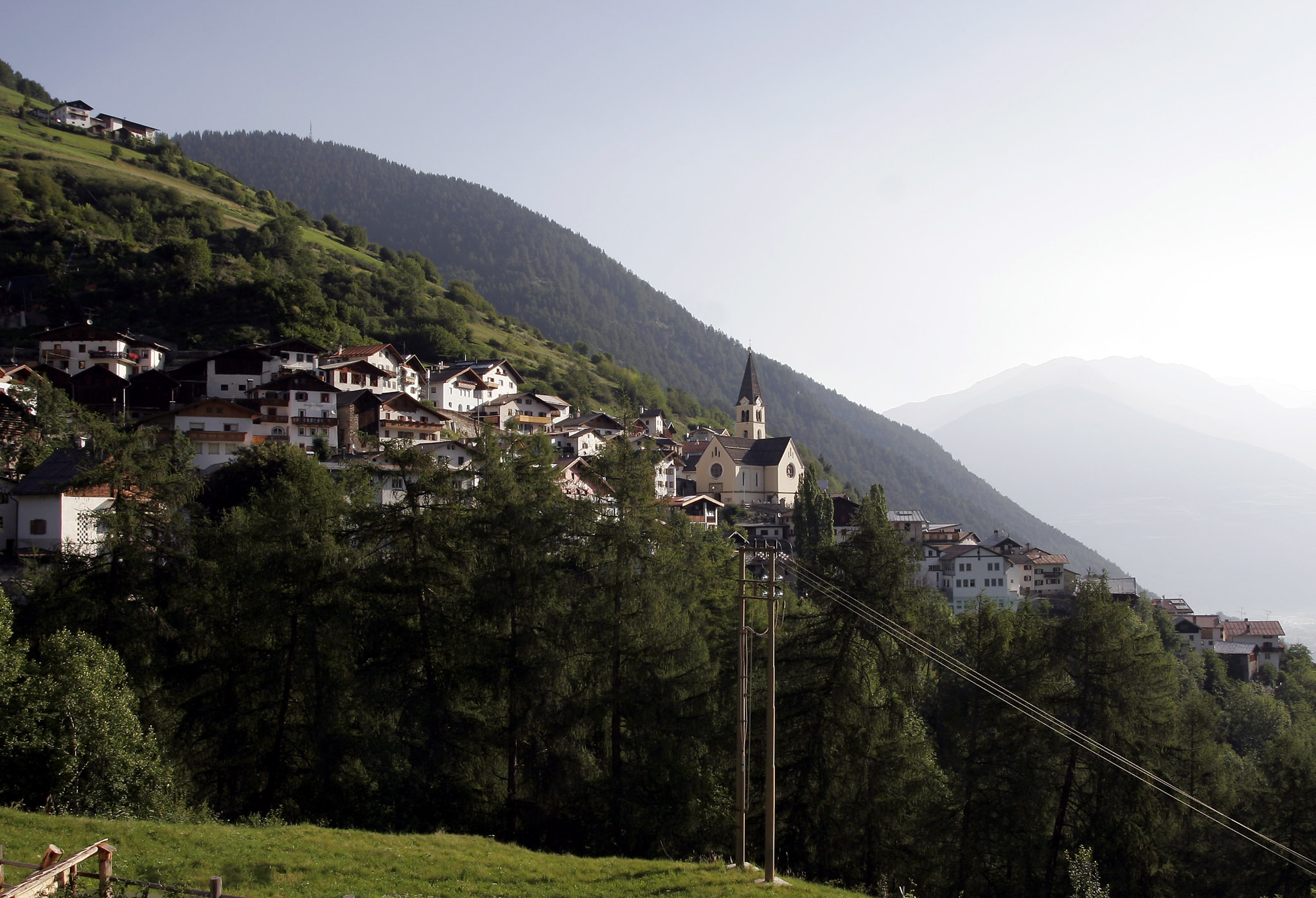
Stilfs, von Gomagoi aus gesehen

Stilfs liegt im Westen Südtirols. Der gleichnamige Hauptort der Gemeinde Stilfs (1300 m) befindet sich auf der orographisch linken, westlichen Seite im unteren Suldental, einem vom Suldenbach entwässerten Seitental des Vinschgaus; das Dorf Sulden (1900 m) befindet sich im oberen Talabschnitt. Im mittleren Suldental bei Gomagoi (1250 m) zweigt das vom Trafoier Bach durchflossene Trafoital ab, das der Ortschaft Trafoi (1570 m) Platz bietet.
Umgeben sind beide Täler von den Bergen der Ortler-Alpen, die dem mächtigen Hauptkamm, dem Chavalatschkamm und den Laaser Bergen zugerechnet werden. Der stark vergletscherte Hauptkamm erhebt sich südlich über und zwischen den beiden Tälern. Hier ragen mit einer bemerkenswerten Dichte einige der höchsten Gipfel der Ostalpen auf. Zu diesen zählen der Ortler, mit 3905 m der höchste Gipfel Südtirols, die Königspitze (3851 m), der Zebrù (3735 m) und die Thurwieserspitze (3652 m). Der Kamm endet über dem Talschluss des Trafoitals am Stilfser Joch (2758 m), das durch die berühmte Panoramastraße SS 38 erschlossen wird und einen Übergang ins Veltlin (Provinz Sondrio, Lombardei) vermittelt. Im Westen trägt der Chavalatschkamm, in dem die Rötlspitze (3026 m) die höchste Erhebung darstellt, die italienisch-schweizerische Staatsgrenze zum Kanton Graubünden. In den Laaser Bergen östlich vom Suldental sind die Vertainspitze (3545 m) und der Hohe Angelus (3521 m) die bedeutendsten Gipfelpunkte.
Das gesamte Gemeindegebiet ist im Nationalpark Stilfserjoch unter Schutz gestellt.

## Geschichte
Auf Caschlins und am Weiberbödele wurden prähistorische Funde gemacht. Es handelt sich auf Caschlins um einen Holzbau aus der Urnenfelderzeit, der in der Bronzezeit einem Steinbau wich und dessen Ruinen heute noch betrachtet werden können. Er war Teil des bronzezeitlichen Bergbaus im Ortlergebiet.
Flurnamen lassen eine rätomanische und eine spätere bajuwarische Besiedlung erkennen.
Das Toponym ist 1090 als Stilvis und 1290 als Stilfes nachgewiesen und hat möglicherweise einen vorromanischen Ursprung. Es findet sich mehrmals in Tirol, etwa Stilfes in der Gemeinde Freienfeld (827: Stilves).
Dank der Abgeschiedenheit hat sich in der Bevölkerung im Laufe der Zeit ein hohes Kopplungsungleichgewicht (linkage disequilibrium, LD) gebildet. Diese Ausgangslage ermöglicht beispielsweise die bessere Erforschung genetischer Faktoren für die Verbreitung von Erbkrankheiten.
Die Straßensperre Gomagoi war eine k.-u.-k.-österreichische Festungsanlage, die im Ersten Weltkrieg aktiviert wurde. Das Werk dient heute als Lager.

## Politik
Nachdem es 1929 der Gemeinde Prad zugeordnet worden war, wurde Stilfs 1953 wieder zu einer eigenständigen Gemeinde erhoben.
Bürgermeister seit 1953:
- Johann Tschenett: 1953–1970
- Josef Hofer: 1970–2010
- Hartwig Tschenett: 2010–2020
- Franz Heinisch: 2020–2025

## Bevölkerung
Stilfs ist gemäß den erhobenen Sprachgruppenzugehörigkeitserklärungen bzw. Sprachgruppenzuordnungserklärungen eine weitgehend deutschsprachige Gemeinde. Als Berechnungsgrundlage der folgenden Prozentwerte wurden die gültigen Erklärungen von Personen mit italienischer Staatsbürgerschaft herangezogen.
| Sprache     | 1981    | 1991    | 2001    | 2011    | 2024    |
| ----------- | ------- | ------- | ------- | ------- | ------- |
| Deutsch     | 98,21 % | 97,96 % | 97,66 % | 98,46 % | 97,45 % |
| Italienisch | 1,65 %  | 1,96 %  | 2,26 %  | 1,54 %  | 2,44 %  |
| Ladinisch   | 0,14 %  | 0,08 %  | 0,08 %  | 0,00 %  | 0,10 %  |

## Bildung
In der Gemeinde Stilfs gibt es Bildungseinrichtungen für die deutsche Sprachgruppe, nämlich zwei Grundschulen im Hauptort Stilfs und in Sulden.

## Verkehr
Für den Kraftverkehr ist Stilfs in erster Linie durch die SS 38 erschlossen, die – lokal als Stilfser-Joch-Straße bekannt – das Gemeindegebiet durchquert und vom Vinschgau kommend zum Stilfser Joch ansteigt. In Gomagoi zweigen von der SS 38 die Landesstraße 6 zum Gemeindehauptort Stilfs und die SS 622 ins innere Suldental nach Sulden ab.

## Brauchtum
Überregional bekannt ist das Klosn, ein archaisches Fruchtbarkeits- und Umzugsritual, das alljährlich am Samstag vor oder nach dem Nikolaustag in Stilfs stattfindet.

## Sehenswürdigkeiten
- Stilfser Joch
- Nationalpark Stilfserjoch
- Messner Mountain Museum in Sulden
- Straßensperre Gomagoi

## Persönlichkeiten

### Ehrenbürger
- Josef Agethle (1867–1937), Pfarrer (seit ?)[7]
- Josef Hurton (* 1928), Pfarrer (seit 1980)[8]
- Walter Klaus (1934–2012), Bau- und Tourismusunternehmer (seit 2000)[9]
- Reinhold Messner (* 1944), Extrembergsteiger (seit 2002)[10]
- Josef Hofer, ehemaliger Bürgermeister von Stilfs (seit 2011)[11]
- Paul Hanny, Tourismus-Manager (seit 2019)
- Gustav Thöni (* 1951), ehemaliger italienischer Skirennläufer, ehemaliger Alpiner Skirenntrainer und Hotelier (seit 2019)

### Söhne und Töchter des Ortes
- Johann Pinggera (1837–1916), Südtiroler Bergführer (Fraktion Sulden)
- Herbert Paulmichl (* 1935), Komponist und Organist (Fraktion Stilfs)
- Roland Thöni (1951–2021), Skirennläufer (Fraktion Trafoi)
- Nicole Gius (* 1980), Skirennläuferin (Fraktion Stilfs)